# Pampilhal

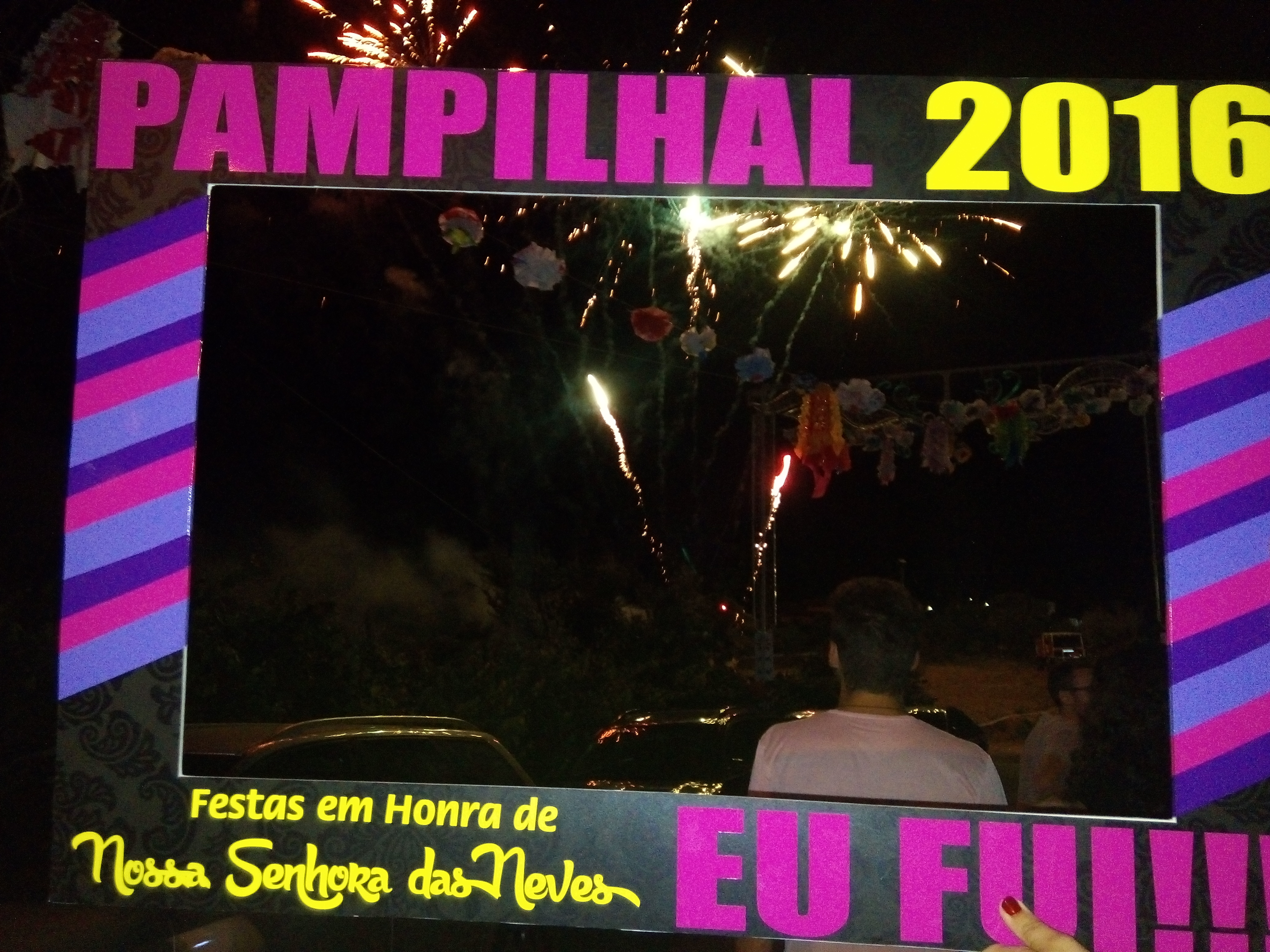
festa pampilhall

Pampilhal é uma localidade portuguesa da Freguesia de Cernache do Bonjardim, Município da Sertã, Distrito de Castelo Branco. É a segunda localidade com maior numero de habitantes a seguir à vila de Cernache, contando com 278 fogos no Pampilhal e Matos do Pampilhal (2021) e um território aproximadamente de 10kms quadrados. 
Local de tradições e romarias, no primeiro fim de semana de Agosto, a Festa do Pampilhal  em honra da Nossa Senhora das Neves é uma atracão para todos nesses dias, emigrantes regressam nessa altura.
Composto por 2 unidades de turismo rural, uma situada no pampilhal (quinta Portugo ) e outra nos matos (Glamping do zé ).
Podemos ainda desfrutar duma vasta floresta de pinhal, eucalipto, medronho entre outros.